# Неуроинжењеринг
Неуронски инжењеринг (такође познат као неуроинжењеринг) је дисциплина у биомедицинском инжењерингу која користи инжењерске технике да разуме, поправи, замени, побољша, или на други начин искористи особине нервних система. Неуроинжењери су јединствено квалификовани да реше проблеме дизајна на интерфејсу живота нервног ткива и неживих конструкција.

## Преглед
Област неуроинжењеринга ослања се на поље рачунарске неуронауке, експерименталне неурологије, клиничке неурологије, електротехнике и обраду сигнала живљења нервног ткива, а обухвата елементе из роботике, кибернетике, рачунарског инжењеринга, инжењеринга нервног ткива, науке о материјалима, и нанотехнологије.
Истакнути циљеви у области укључују обнову и повећање људске функције преко директне интеракције између нервног система и вештачких уређаја.
Многа тренутна истраживања су фокусирана на разумевање кодирања и обраду података у сензорним и моторним системима, квантификовање како се обрада мења у патолошко стање и како се може манипулисати кроз интеракцију са вештачким уређајима, укључујући мозак-компјутерских интерфејса и неуропростхетицс.
Друга истраживања се више фокусирају на истрагу експериментисања, укључујући и употребу нервних импланта у вези са спољном технологијом.
Неурохидродинамика је област неуронског инжењеринга који се фокусира на хидродинамику нервног система.

## Историја
Пошто је неуронски инжењеринг релативно нова област, стручне информације и истраживања су релативно ограничени, мада се то брзо мења. Први часописи специфично посвећени неуронском инжењерингу, The Journal of Neural Engineering и The Journal of NeuroEngineering and Rehabilitation су се појавили 2004. године на Међународној конференцији о неуронском инжењерингу у организацији ИЕЕЕ од 2003. године, од 29. априла до 2. маја 2009. године у Анталији, Турска 4. Конференција о неуроинжењерингу, 5. Међународна конференција о ЕМБС, ИЕЕЕ неуроинжењеринг у априлу / мају 2011. године у Канкуну, Мексико, и 6. конференција у Сан Дијегу, Калифорнија у новембру 2013. године. 7. Конференција је одржана у априлу 2015. године у Монпељеу.

## Основе
Основе неуронског инжењеринга укључују однос неурона, неуронске мреже и функционисање нервног система за квантитативно одређене моделе да помогну развоју уређаја који могу да тумаче и контролишу сигнале и производе смислене одговоре.

### Неуронаука
Поруке које тело користи да утиче на мисли, чула, покрете и опстанак су у режији нервних импулса који се преносе преко можданог ткива и на остатак тела. Неурони су основна функционална јединица нервног система и они су високоспецијализоване ћелије које су способне на упућивање ових сигнала који имају функције високог и ниског нивоа потребног за опстанак и квалитет живота. Неурони имају посебне електро-хемијске особине које им омогућавају да обраде информације и онда преносе те информације другим ћелијама. Неуронске активности зависе од потенцијала нервне мембране и промена које се дешавају унутар и преко ње. Стални напон, познат као потенцијал мембране, обично одржава одређене концентрације одређених јона широм неуронске мембране. Поремећаји или варијације у овом напону стварају неравнотежу, или поларизацију, преко мембране. Деполаризована мембрана свој праговни потенцијал генерише акционим потенцијалом, који је главни извор преноса сигнала, познат као неуротрансмисију нервног система. Резултат акционог потенцијала у каскади флукса јона и преко једне аксоналне мембране је стварање ефикасног напона "електричним сигналом" који се може преносити даље електричном променом у друге ћелије. Сигнали могу бити генерисани од стране електричног, хемијског, магнетног, оптичког и других облика стимуланса који утичу на ток пуњења, и на тај начин напонски нивои прелазе неуронске мембране (He 2005).

### Инжењерство
Инжењери примењују квантитативне алате који се могу користити за разумевање и интеракцију са комплексним нервним системима. Методе учења и стварања хемијских, електричних, магнетних, и оптичких сигнала који су одговорни за потенцијал ванћелијских поља и синаптичке трансмисије у нервним истраживачима помоћу ткива у модулацији неуронске активности система (Babb et al. 2008). Да би разумели својства неуронске активности система, инжењери користе технике обраде сигнала и рачунарско моделирање (Eliasmith & Anderson 2003). За обраду ових сигнала, неуронски инжењери морају да преведу напон преко нервних мембрана у одговарајућу шифру, процес познат као неурокодирање. Неурокодирање користи студије о томе како мозак кодира једноставне команде у облику централних патерн генератора (ЦПГ), кретања вектора, церебеларног унутрашњег модела, и соматотопичке мапе да схвате кретање и сензорне појава. Декодирање ових сигнала у области неуронаука је процес којим неурони разумеју напоне који се преносе на њих. Трансформације укључују механизме који сигнале одређене форме тумаче и онда преведеду у други облик. Инжењери гледају математички модел ових трансформација (Eliasmith & Anderson 2003). Постоји низ метода који се користи за регистровање тих напонских сигнала. Они могу бити унутарћелијски или ванћелијски. Ванћелијске методе укључују јединичне снимке на терену ванћелијског потенцијала и амперометра; однедавно, мултиелектродни низови се користе за снимање и мимику сигнала.

## Обим

### Неуромеханика
Неуромеханика је спајање неуробиологије, биомеханике, сензације и перцепције, и роботике (Edvards 2010). Истраживачи користе напредне технике и моделе за проучавање механичких својстава нервних ткива и њихове ефекте на способност ткива "да издрже и генеришу снагу и покрете, као и њихову рањивост на трауматично учитавање (Laplaca & Prado 2010). Ова област истраживања се фокусира на превођење трансформације информација међу неуромишићним и скелетним системима за развој функција и регулисање правила која се односе на рад и организацију ових система (Nishikawa 2007). Неуромеханику могу симулирати повезивањем рачунарских модела неуронских кола на моделима тела животиња које се налазе у виртуелним физичким световима (Edvards 2010). Експериментална анализа биомеханике укључујући кинематику и динамику кретања, процесе и обрасце мотора и чулне повратне информације током процеса кретања и кола и синаптичке организације мозга одговорног за контролу мотора се све тренутно истражује да би се разумела комплексност кретања животиња. Лабораторија Dr. Michelle LaPlaca у Џорџијском институту за технологију учествује у студији механичке деонице култура ћелија, смицања деформације планарних култура ћелија, и смицање деформације 3D ћелија које садрже матрице. Разумевање ових процеса је праћено развојем функционисања модела који могу да карактеришу ове системе под затвореним условима петље са посебно дефинисаним параметрима. Студија неуромеханике има за циљ побољшање третмана за физиолошке здравствене проблеме који укључују оптимизацију дизајна протеза, обнове кретање после повреде, и пројектовање и управљање мобилних робота. Проучавајући структуре у 3D хидрогеловима, истраживачи могу идентификовати механичка својства нових модела нервних ћелија. На пример, LaPlaca је развио нови модел који показује да напрезање може играти улогу у ћелијској култури (LaPlaca 2005.)

### Неуромодулација
Неуромодулација има за циљ да лечи болести или повреде употребом медицинских технолошких уређаја који би унапредили или потискивали активност нервног система са испоруком фармацеутских средстава, електричних сигнала, или других облика енергије који подстичу да се поново успостави равнотежа у умањеним регионима мозга. Истраживачи у овој области суочавају се са изазовом повезивања напретка у разумевању нервних сигнала достигнућа у технологијама испоруке и анализе ових сигнале са повећаном осетљивошћу, биокомпатибилности и одрживости у затвореним петљама у мозгу. (Potter 2012). Неуромодулациони уређаји могу исправити дисфункцију нервног система везану за Паркинсонову болест, дистонију, тремор, хроничан бол, депресију, и на крају епилепсија (Potter 2012). Неуромодулација апелује као третман за различите недостатке јер се фокусира на лечење на веома специфичним регионима мозга само у контрасту са системским третманима који могу да имају нежељене ефекте на телу. Неуромодулаторни стимулатори као што су микроелектрода низова могу стимулисати и функције мозга и запис даљег побољшања и имају за циљ да постане подесиви и одговарајући уређаји испоруке за лекове и друге стимулансе (2012а).

### Поновни нервни раст и обнављање
Неуроинжењеринг и рехабилитација односи се на неуронауку и инжењеринг за истраживање периферног и централног нервног система и функцију за проналажење решења за клиничке проблеме насталих оштећења мозга или дисфункције. Инжењеринг примењен на неуродегенерације фокусира се на инжењеринг уређаја и материјала који олакшавају раст неурона за специфичне апликације као што су регенерација повређених периферних нерава, регенерација кичмене мождине ткива приликомповреде кичмене мождине и регенерација ткива мрежњаче. Генетски инжењеринг и инжењеринг ткива су области у развоју за кичмену мождину преко чега помажу при решавању неуролошких проблема (Potter 2012, Schmidt & Leach 2003).

## Истраживање и апликације
Истраживање је фокусирано на нервном инжењерингу који користи уређаје за проучавање како функционише нервни систем (Schmidt & Leach 2003).

### Неуронска слика
Технике Неуроимагинације се користе да истраже активности неуронске мреже, као и структуру и функцију мозга. Неуроимагинацијске технологије укључују функционалну магнетну резонанцу (фМРИ), магнетну резонанцу (МРИ), емисиону позитронску томографију (ПЕТ) и израчунавање осног томографског скенирања (ЦАТ). Функционалне неуроимагинацијске студије постављају питање који делови мозга обављају одређене задатке. фМРИ мери хемодинамску активност која је тесно повезана са неуронском активношћу. Она истражује мозак преко скенера за одређене таласне дужине да се види који део мозга се активира када ради различите задатке, приликом израде одрећених задатака, види се који део мозга светли. ПЕТ, ЦТ скенери и електроенцефалографија (ЕЕГ) су тренутно побољшани и користе се за сличне сврхе (Potter 2012).

### Неуронске мреже
Научници могу да користе експериментална запажања неуронских система и теоријских и рачунарских модела ових система да створе неуронске мреже са надама моделирања нервних система као на реалистичан могућ начин. Неуронске мреже се могу користити за анализу за помоћ дизајнирања даљих неуро технолошких уређаја. Наиме, истраживачи рукују аналитичким или коначним елементима моделирања како би се утврдиле контроле кретања нервног система и примене ове технике да помогну пацијентима са повредама мозга или поремећаја. Вештачке неуронске мреже могу бити изграђен од теоријских и рачунарских модела и спроводе се на рачунарима са теоретским једначинама уређаја или експерименталним резултатима посматрања понашања неуронских система. Модели могу представљати концентрације јона динамике, канал кинетике, синаптичке трансмисије, један неурон рачунања, метаболизам кисеоника, или применом динамичке теорије система (LaPlaca 2005). Шаблон заснован на течности користио је инжењерима 3Д неуронске мреже од неурона носилаца микроносача ниски.

### Неуронски интерфејси
Неуронски интерфејси су главни елемент који се користи за проучавање нервних система и побољшање или замену функција неурона са пројектованим уређајима. Инжењери су изазов са развојем електрода које могу селективно да се снимају и од повезаних електронских кола да прикупе информације о активности нервног система и да стимулишу одређене регионе нервног ткива да обнове функцију или осећај тог ткива (Cullen 2011). Материјали који се користе за ове уређаје морају да одговарају на механичка својства нервног ткива у којима су смештени и штета се мора проценити. Неуронски интерфејс укључује привремену регенерацију биоматеријала скела или хроничних електрода и мора се управљати према одговорима тела на стране материјале. Низови микроелектрода који се могу користити за проучавање неуронске мреже су недавно напредовали (Cullen & Pfister 2011). Оптички неуронски интерфејс укључује оптичке снимке и оптичкогенетичку стимулацију која чини мождане ћелије осетљивим на светлост. Фибер оптика се може уградити у мозгу да подстакне и сними фотоне активности уместо електрода. Два фотона побуде микроскопија могу живети у неуронској мрежи и комуницирати између неурона (Potter 2012).

#### Мождани рачунарски интерфејс
Мождани рачунарски интерфејс тражи да директно комуницира са људским нервним системом праћења и стимулише нервне склопове као дијагнозу и лечење унутрашње неуролошке дисфункције. Дубока стимулација мозга представља значајан напредак у овој области, посебно је ефикасна у лечењу поремећаја кретања, као што су Паркинсонова болест са високом фреквенцијом стимулације неуралног ткива да потисне тремор (Lega 2011).

#### Микросистеми
Неуроснки микросистеми могу се развити за тумачење и доставу електричних, хемијских, магнетних и оптичких сигнала на нервно ткиво. Они могу детектовати варијације у мембранском потенцијалу и мерење електричне особине као што су класа становништва, амплитуда, или стопе помоћу електрода, или процену хемијских концентрација, флуоресцентне интензитете светлости, или магнетна поља потенцијала. Циљ ових система је да испоручи сигнале који ће утицати неуронски потенцијал ткива и на тај начин стимулише ткиво мозга да изазове жељени одговор.

##### Низови микроелектрода
Низови микроелектрода су специфична средства која се користе да открију оштре промене у напону у ванћелијским срединама које се јављају из простирања акционог потенцијала. Др Марк Ален и др Лаплас су микрофабриковали 3D електроде од цитокомпатибилног материјала попут СУ-8 и СЛА полимера који су довели до развоја in vitro и in vivo микроелектрода система са карактеристикама високе флексибилности да се минимизира ометање ткива.

### Неуро протезе
Неуро протезе су уређаји који могу да допуне или замене нестале функције нервног система тако што стимулишу нервни систем и снимају своје активности. Електроде које мере отпуштања нерава могу се интегрисати са протетским уређајима и сигнал који обавља ту функцију проистиче из преносног сигнала. Сензорне протезе користе вештачке сензоре да замене нервни импулс који можда недостаје из биолошких извора (Хе 2005). Инжењери који се баве истраживањима ових уређаја се терете за пружање хронични, сигурног, вештачког интерфејса са нервним ткивом. Можда најуспешнија ових чулних протеза је кохлеарни имплант који је обновио слушне способности глувих. Визуелна протеза за враћање визуелне способности слепих особа је и даље у више основних фазама развоја. Мотор простхесицс су уређаји који су укључени са електричном стимулацијом биолошке неуронске мишићног система који може да замени механизме контроле мозга или кичмене мождине. Паметне протезе могу бити дизајниране да замене недостаtак удова под контролом нервних сигнала од пресађивања живце од пања једног ампутиране мишића. Електроде се стављају у кожи може протумачити сигнале, а затим контролише вештачку уд. Ове протетика су били веома успешни. Функционална електрична стимулација (ФЕС) је систем усмерен на враћање процеса моторна као што су стајање, ход, и руке ухватите (Потеру 2012).

### Неуророботика
Неуророботика је студија о томе како нервни системи могу бити отелотворени и покренути емулирано у механичким машинама. Неуро роботи се обично користе за проучавање контроле мотора и кретање, учење и избор меморије, као и системе вредности и акциони избор. Проучавајући неуро роботе у реалном окружењу, они су лакше посматрани и оцењено је да описују хеуристичке функције робота у погледу својих уграђених нервних система и реакција ових система у свом окружењу (Крихмар 2008). На пример, користећи математички модел динамике, што је већ доказано као ефикасна метода да се симулира нападима умањења кроз псеудоспецтрални протокол. Рачунарски модел опонаша мождана повезивања помоћу магнетне резонанце од пацијента који болује од епилепсије. Метод је био у стању да генерише стимулансе способне да умање нападе.

### Регенерација нервног ткива
Регенерација нервног ткива, односно неурорегенерација настоји да обнови функцију оних неурона који су оштећени у малим повредама и већим повредама попут оних узрокованих трауматским повредама мозга. Функционално обнављање оштећених нерава укључује поновно успостављање континуираног пута за регенерацију аксона на инервацији. Истраживачи попут др ЛаПлаца у Грузијском институту за технологију у потрази за помоћ у проналажењу третмана за поправку и регенерацију након трауматске повреде мозга и кичмене мождине применом ткива инжењерским стратегијама. Др ЛаПлаца разматра методе које комбинују нервне матичне ћелије са ванћелијским матричним протеинима на бази костију за минимално инвазивну испоруку у неправилног облика лезија које се формирају након трауматске повреде. Проучавајући нервне матичне ћелије и истраживајући алтернативне изворе ћелија, инжењеринг нових биополимера који се могу користити на костуру, а истражује ћелије или ткива реконституисане конструкције пресађивања у моделима трауматског мозга и повреде кичмене мождине, циљеви лабораторије Др. ЛаПлаца идентификују оптималне стратегије за нервне регенерације после повреде.

#### Тренутни приступ клиничком лечењу
Од краја до краја хируршки конац оштећених нервних крајева може поправити мале празнине са аутологним нервним калемовима. За веће повреде, један аутологни неравни калем који је бере са другог дела у организму може да се користи, мада овај процес је дуготрајан, скуп и захтева две операције (Schmidt & Leach 2003). Клинички третман за ЦНС је минимално на располагању и фокусира се углавном на смањење колатералне штете проузроковане од повреде или упале костију које се налазе у близини. Након отока околна повреда се смањује, пацијенти пролазе кроз рехабилитацију, тако да преостали нерви могу бити оспособљени да надокнаде недостатак нервне функције у оштећеним живцима. Без дораде тренутно постоји опција да се обнови нервна функцијуаЦНС нерава који су оштећени (Schmidt & Leach 2003).

#### Инжењерске стратегије за поправку
Инжењерске стратегије за поправку оштећења кичмене мождине се фокусирају на стварање пријатељско гокружења за нервну регенерације. Само ПНС оштећење нерава је до сада било клинички могуће, али напредак у истраживању генетских техника и биоматеријала показали су потенцијал за СЦ нерве да се регенеришу у дозвољеним срединама.

##### Калемови
Предности аутологних калемова ткива су јер долазе од природних материјала који имају велику биокомпатибилност пружајући структурну подршку нерава који подстичу ћелијско трење и миграцију (Шмит и Лич 2003). Неаутологна ткива, унутарћелијског калема, и ванћелијске матрице на бази материјала су опције које могу да обезбеде нервну регенерацију. Неки долазе из алогених или ксеногених ткива која морају бити комбинована са имуносупресантима док други укључују субмукозу танког црева и амниотско пресађивање ткива (Шмит и Лич 2003). Синтетички материјали су атрактивне опције јер њихове физичке и хемијске особине могу се обично контролисати. Изазов који остаје са синтетичким материјалима је Биокомпатибилност (Шмит и Лич 2003). Метилцелулозни конструктори показали су се као биокомпатибилна опција (Тате 2001.). АксоГен користи мобилни калем технологије Аванс да имитира људски нерв. Показало се да се постиже опоравак у 87 процената пацијената са повредама периферних нерава (2012б).

##### Вештачка нервна цев
Нервни водни канали, вештачке нервне цеви су иновативне стратегије које се фокусирају на већим недостацима који обезбеђују канал за клијање аксона и упућују на раст, а смањује се раст ожиљка. Нервни водни канали морају бити обликовати у канал са жељеним димензијама, стерилизовани и лаки за руковање и ушивање (Шмит и Лич 2003). Они деградирају током времена са регенерацијом нерва, савитљиви су, полупропусни, одржавају свој облик, и имају глатки унутрашњи зид који имитира прави нерв (Шмит и Лич 2003).

##### Биомолекуларне терапије
Високо контролисани системи испоруке су потребни да промовишу нервну регенерацију. Неуротрофне факторе могу утицати развој, преживљавање, изданак и гранање. Неуротрофини укључују нервни фактор раста (NGF), деривирани мождани неуротрофни фактор (BDNF), неуротрофин-3 (NT-3) и неуротрофин-4/5(NT-3). Други фактори су цилијарни неуротрофни фактор (CNTF), глијални ћелијска фацтор лине-изведен раста (GDNF) и кисели и основно фактор раста фибробласта (aFGF, bFGF) који промовишу низ неуралних одговора (Schmidt & Leach 2003) За фибронектин је такође било показано да подржи нерава регенерацију следеће ТБИ код пацова (Tate 2002). Друге терапије тражите у регенерацији нерава од регенерацијски повезаних гена (крпама), компонентама неуронских цитоскелета и анти апоптотичних фактора. Рагс укључују GAP-43 и Cap-23, адхезиони молекули као што су Л1 породице, NCAM и Н-кадхерин (Schmidt & Leach 2003). Такође постоји потенцијал за блокирање инхибиторних биомолекула у ЦНС због глијалних ожиљака. Неки тренутно је студирао су третмани са цхондроитинасе ABC и блокирање NgR, ADP-рибоза (Schmidt & Leach 2003).

##### Технике испоруке
Уређаји испоруке морају бити биокомпатибилни и стабилни. Неки примери укључују осмотске пумпе, силиконске резервоаре за полимерне матрице и микросфере. Генску терапију технике су такође проучавали да пруже дугорочно производњу фактора раста и може бити испоручен са вирусним или не-вирусним векторима, као што је липоплекс. Ћелије су такође ефикасна доставна возила за ЕЦМ компоненте, неуротрофне факторе и молекуле ћелијске адхезије. Олфакторне енсхитинг ћелије (ОЕЦс) и матичне ћелије, као и генетски модификоване ћелије се користе као трансплантација да подрже нервну регенерацију (LaPlaca 2005, Schmidt & Leach 2003, Tate 2002).

##### Напредне терапије
Напредна терапије комбинује сложена навођења канала и више стимулансе који се фокусирају на унутрашње структуре које имитирају нервну архитектуру која садржи унутрашње матрице уздужно усклађених влакана или канала. Израда ових структура може да користи бројне технологије: магнетичко поравнање полимерних влакана, бризгање, раздвајање фаза, слободне форме фабриковања, и млазно полимерно штампање (Schmidt & Leach 2003).

### Неуронско унапређење
Повећање људских нервних система, или људско унапређење користећи технику инжењерства је једна неизбежна примена неуронског инжењеринга за коју се верује да ће се развити у наредних неколико деценија. Дубока стимулација мозга већ је показано да побољшава повраћај меморије као што је наведено од пацијената који тренутно користе овај третман за неуролошке поремећаје. Технике стимулације мозга су постулат да бисте могли да извајате емоције и личности, као и да побољшате мотивацију, смањите инхибиције, итд. на захтев појединца. Етичка питања са овом врстом људског увећања су нови скуп питања са којим неуронски инжењери морају да се боре како би се развијале ове студије (Potter 2012).